# Unguja
Zanzibar
Pour les articles homonymes, voir Zanzibar.
Unguja est une île de Tanzanie située dans l'océan Indien, île principale de l'archipel de Zanzibar. On l'appelle également Zanzibar, de même que sa ville la plus peuplée, ce qui n'est pas sans créer de confusion.

## Géographie

### Topographie
L'île est relativement plate et est entourée dans sa majeure partie par une barrière de corail et de plages de sable blanc très fin.

### Îlots proches
L'île d'Unguja est entourée de plus de 20 îlots, dont la plupart sont inhabités, situés à l'ouest de l'île, dans le canal de Zanzibar :
- Bawe, située à quelques kilomètres à l'ouest de Zanzibar, est une des îles les plus visitées
- Changuu, appelée l'île prison (Prison Island), qui abrite un cimetière marin britannique. Aujourd'hui plusieurs tortues originaires des Seychelles y vivent.
- Chapwani est l'îlot le plus proche de Stone Town
- Chumbe est une île d'environ 20 ca située au sud-ouest de Stown Town. Une réserve naturelle marine a été créé en raison de la richesse des coraux. Cette zone est gérée par des capitaux privés.
- Kibandiko est un îlot situé au nord est de Stown town.
- Kizingo est un îlot situé entre Chumbe et Unguja.
- Kwale, Nianembe (près de Uzi) et Miwi (entre Ras Fumba et Uzi, à l'est de Nianembe), sont des îlots situés dans la baie Menai, au sud ouest de Unguja. La baie et ses îles sont déclarées aires à préserver.
- L'île de Latham ou Fungu Kizimkazi, est une île située à environ 56 km au sud d'Unguja et à 64 km au sud-est de Dar es Salaam. Cette île est connue pour ces champs de seagrass, récifs et spectaculaires colonies d'oiseaux.
- Makutani est un îlot entre les îles de Tumbatu et Mkokotoni.
- île de Mnemba est une petite île au nord-ouest de Unguja, elle est connue pour ses plages de sable blanc et ces récifs qui sont un excellent site de plongée sous-marine.
- Mwana wa Mwana est un îlot au nord de l'île de Tumbatu.
- Popo est un îlot entre Tumbatu et le port de Mkokotoni sur Unguja.
- Ukanga est un îlot près de Kisakasaka. Il est utilisé pour l'élevage.
- Uzi est une des îles habitées autour d'Unguja.
- Pungume, au sud d'Unguja, est la première des îles que voit les voyageurs en provenance de Dar es Salam.
- Tumbatu est une île située au nord-ouest d'Unguja et est connue pour être la terre d'origine de l'ethnie Watumbatu. Tumbatu et Uzi sont les seules îles habitées en permanence autour d'Unguja.

## Démographie
Du nord au sud et d'ouest en est :
- Nungwi, à l'extrémité nord.
- Mkokotoni, sur la côte nord-ouest, peuplée d'environ 2 500 à 3 000 habitants, a été un port très important car il accueillait les paquebots venus du nord, mais est aujourd'hui en déclin, les centres de Mkwajuni et Gamba l'ayant éclipsé.
- Matemwe, sur la côte nord-est.
- Makoba, sur la côte nord-ouest.
- Ndagaa, au centre nord.
- Zanzibar, sur la côte ouest, est le centre historique, la plus peuplée des agglomérations et le centre commercial de l'île d'Unguja. C'est la capitale administrative de la province. Sa vieille ville Mji Mkongwe (anglais : Stone Town), une médina, est située sur la côte ouest au centre de l'île. Elle s'étend également sur le site de Ng'ambo et la vieille crique de Darajani.
- Koani, à l'est de Zanzibar-city.
- Dunga a été la capitale des sultans Chirazi Mwinyi Mkuu, connue pour être un temps très troublée et ne s'est donc développée que récemment. Sa population est d'environ 3 000 personnes. La ville est située à un centre stratégique entre les différentes villes importantes de l'île.

- Uroa, sur la côte est.
- Chwaka, sur la côte est.
- Pingwe, sur la côte sud-est.
- Chukwani, sur la côte sud-ouest.
- Tunguu, au centre
- Bwejuu, sur la côte sud-est.
- Kitogani, sur la côte sud-ouest.
- Jambiani, sur la côte sud-est.

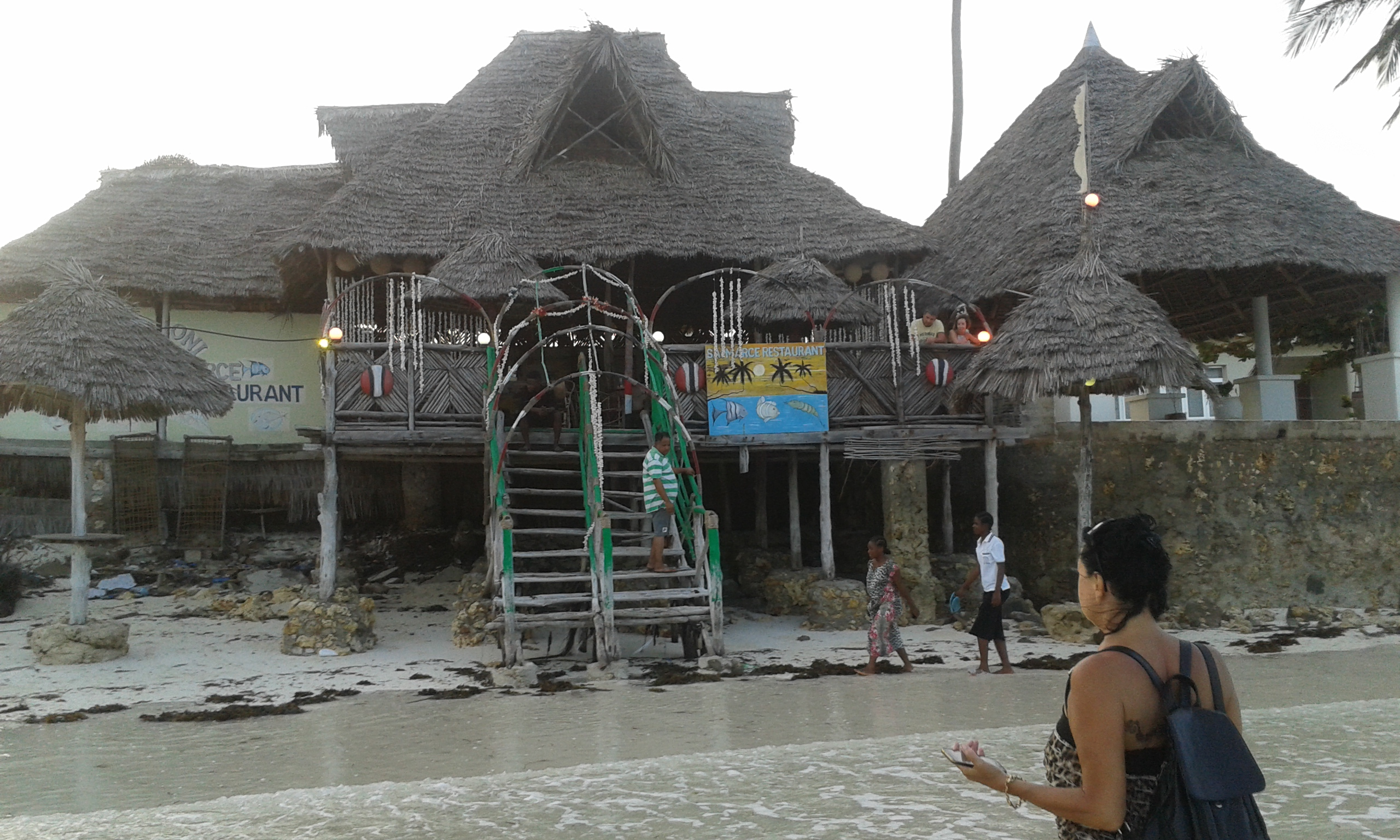
Montée de la marée à Uroa.

- Kizimkazi, sur la côte sud-ouest, est un village connu pour ses dauphins. Elle abrite la plus vieille mosquée d'Afrique.
- Makunduchi, à l'extrême sud-est, peuplée d'environ 6 000 personnes, elle se développe grâce au tourisme. Elle abrite également le populaire festival de Mwaka Koga.
- Mahonda est située au nord de l'île et compte environ 6 000 habitants. Elle dispose d'une usine sucrière construite par les Chinois dans les années 1970.

## Économie

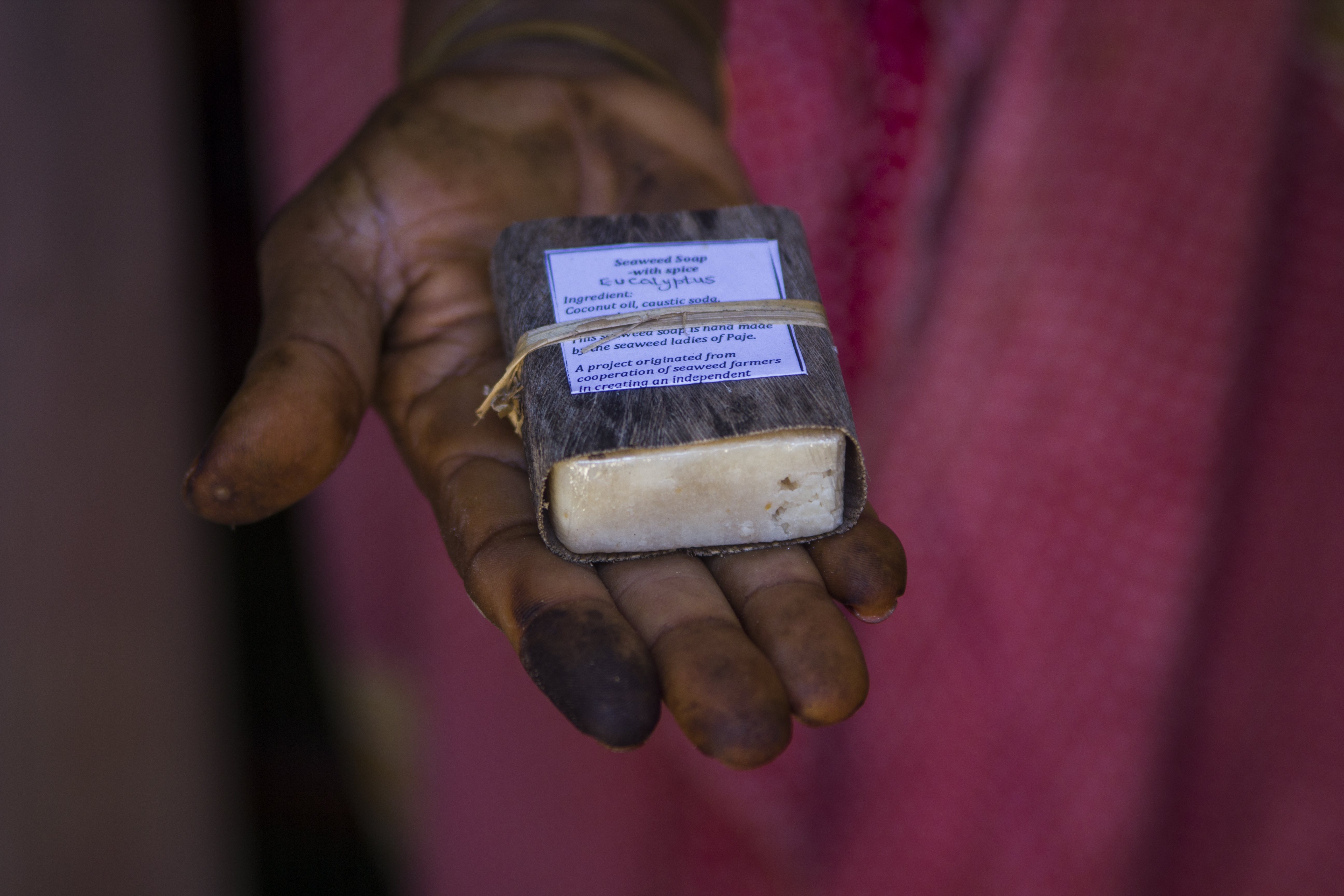
Fabrication de savon avec les algues de Paje.

Unguja est l'île de l'archipel de Zanzibar qui possède l' industrie touristique la plus développée . Cela représente une part substantielle de l'économie d'Unguja. L'agriculture (y compris la production d' épices telles que les clous de girofle ) et la pêche sont d'autres activités pertinentes. Tout le long de la côte est, la plupart des villages dépendent également de la culture des algues .

## Divisions administratives
L'archipel est composé de trois îles et ne forme pas une unité administrative. L'île d'Unguja est séparée en trois régions (Unguja Nord, Unguja Sud et Central, Unguja Ville et Ouest)
La ville de Zanzibar, dont Mji Mkongwe (Stone Town), sa vieille ville qui est inscrite au patrimoine mondial de l'UNESCO, est la capitale de l'île.

## Personnalités liées à l'île
- Membre du groupe de pop britannique Queen, Freddie Mercury, nom de scène de Farrokh Bulsara, y est né en 1946 dans la ville de Zanzibar.
- Ali Hassan Mwinyi (1925-2024), Homme d'État Tanzanien et président de tanzanie de 1985 a 1995.